# Zenon Adam Remi
Zenon Adam Remi (ur. 22 grudnia 1873 w Krasiczynie, zm. 6 sierpnia 1924 w Nowym Sączu) – polski architekt.

## Życiorys
Urodził się w Krasiczynie skąd po śmierci matki i sześciorga rodzeństwa przeniósł się z ojcem do Lwowa. Nauki pobierał we Lwowie oraz w Krakowie i w 1897 ukończył C. K. Państwową Szkołę Przemysłową we Lwowie. Przyjęty został do pracowni architekta Kazimierza Hroboniego. Poznał Jana Peorosia, który był budowniczym miejskim w Nowym Sączu, i został zatrudniony jako jego asystent. W 1898 przeprowadził się do Nowego Sącza. W 1901 została powierzona mu funkcja tymczasowego budowniczego miejskiego. Dwa lata później dostał pełne kwalifikacje budowniczego i stanowisko budowniczego miejskiego.
Ożeniony był z Marią z d. Saczek z Moraw, z którą miał syna Zenona Mariana.
Zmarł w Nowym Sączu 6 sierpnia 1924.

## Prace poza Nowym Sączem
- plany dworców kolejowych w Nadwórnej i Tarnowicy,
- szkoła fundacji barona Hirscha,
- koszary w Monasterzyskach,
- willa Józefa Weissera w Jassowie,
- Muzeum Górnicze im. Franciszka Józefa w Wieliczce.

## Prace w Nowym Sączu
- szkoła przy ul. Batorego,
- gmach Kasy Zaliczkowej,
- kompleks szkolny zwany „Ciuciubabką",
- naroże ul. Narutowicza i pl. Św. Kazimierza,
- projekt Fabryki Maszyn Rolniczych Braci Frohlichów,
- projekt częściowej odbudowy Zamku Królewskiego
- dwa okazałe budynki przy ul. Łokietka 4 i 8,
- budynek Banku Miejskiego,
- gmach Towarzystwa Gimnastycznego „Sokół",
- budynek szkoły powszechnej w Starym Sączu
- domy prywatne:
  - własny dom mieszkalny,
  - Jagiellońska 17 i 19,
  - Wałowa 2 i 4,
  - Młyńska 1,
  - Kunegundy 63,
  - Matejki 21,
  - Kościuszki 18,
  - willa dla Józefa Rossmanitha

## Upamiętnienie
W 2009 Zenon Adam Remi został obrany patronem Zespołu Szkół Budowlanych w Nowym Sączu.